# 索阿瓦
6°28′N 2°25′E / 6.467°N 2.417°E

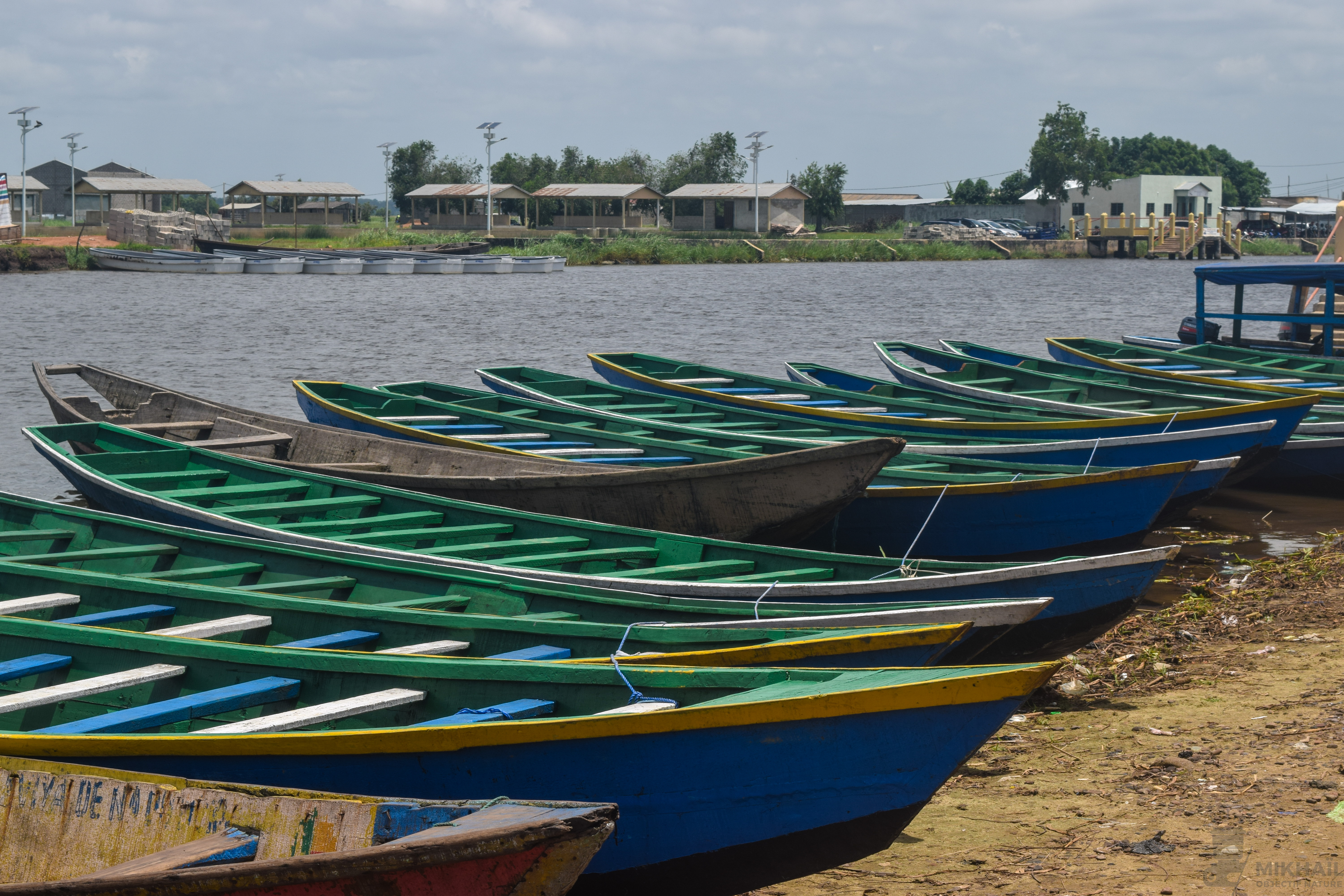
索阿瓦的漁船

索阿瓦（法語：Sô-Ava）是貝寧的城鎮，位於該國南部，由大西洋省負責管轄，面積218平方公里，海拔高度47米，2013年該城鎮人口118,547，人口密度每平方公里544人。